# Undervelier
Undervelier (en alemán Unterschwiler) es una localidad y antigua comuna suiza del cantón de Jura, localizada en el distrito de Delémont. Desde el 1 de enero de 2013 hace parte de la comuna de Haute-Sorne.

## Historia
La primera mención escrita de Undervelier data de 1149 bajo el nombre de Undreviller. La comuna mantuvo su autonomía hasta el 31 de diciembre de 2012. El 1 de enero de 2013 pasó a ser una localidad de la comuna de Haute-Sorne, tras la fusión de las antiguas comunas de Bassecourt, Courfaivre, Glovelier, Soulce y Undervelier.

## Geografía
La antigua comuna limitaba al norte con las comunas de Bassecourt y Courfaivre, al este con Soulce, al sur con Souboz (BE), Sornetan (BE), Monible (BE) y Rebévelier (BE), y al oeste con Saulcy y Glovelier.

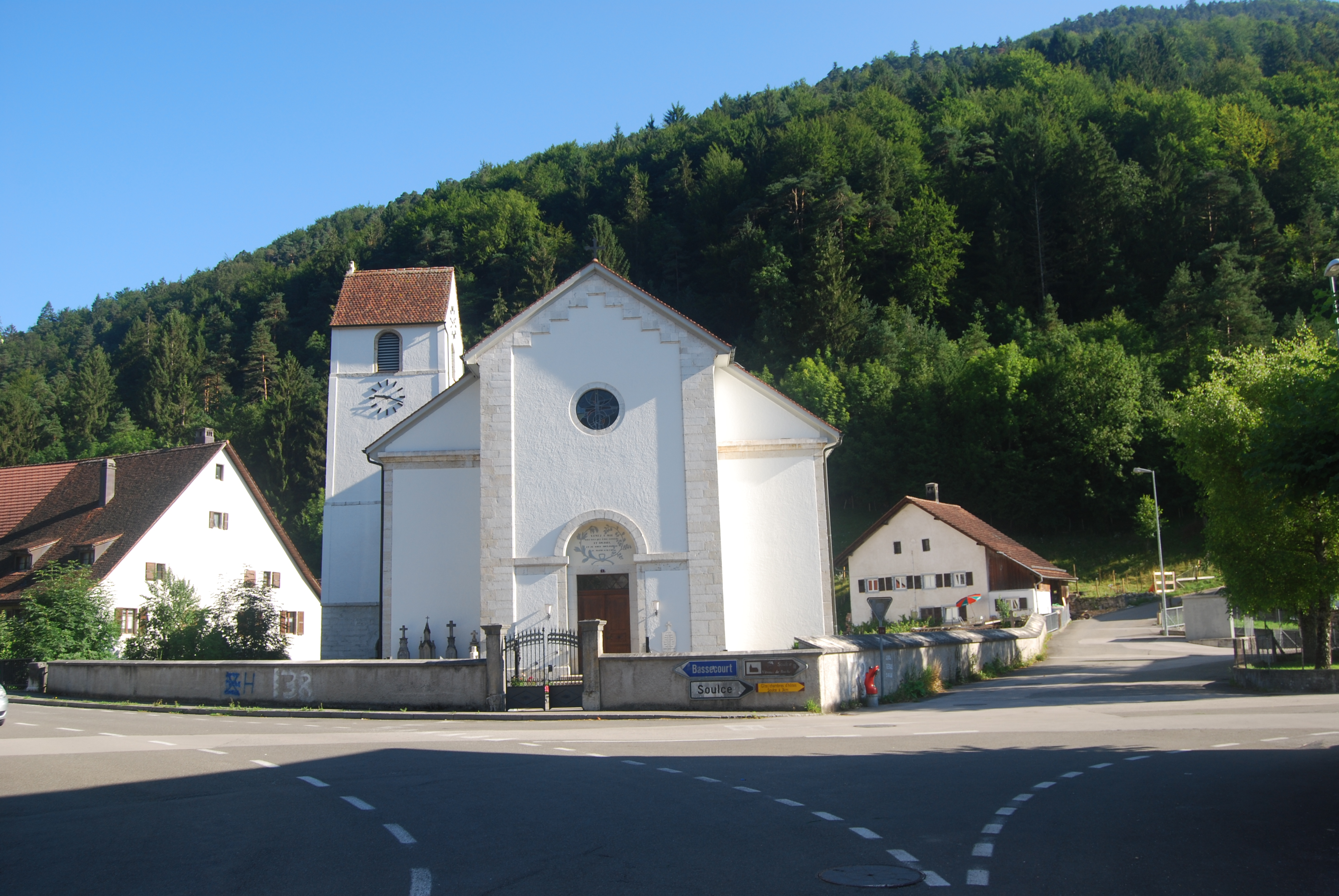
Vista de Undervelier.